# Ernst Moro
Ernst Moro (8. prosince 1874 Laibach – 17. dubna 1951 Heidelberg) byl rakouský pediatr, který jako první lékař západní medicíny popsal primární reflex u novorozenců, který byl dle něj pojmenován jako Moroův reflex.

## Životopis
Ernst Moro se narodil v roce 1874 v Laibachu (Lublaň) v kraňském vévodství, které bylo součástí Rakouska-Uherska. Narodil se do katolické rodiny obchodníka se lnem a byl nejmladším z osmi dětí. Moro studoval medicínu ve Štýrském Hradci, kde v roce 1899 získal lékařský titul. V letech 1901–1902 pracoval ve Vídni jako asistent Theodora Eschericha (1857–1911), objevitele bakterie escherichia coli. Ve Vídni mimo jiné také provozoval soukromou dětskou nemocnici. Poté se znovu vrátil do Štýrského Hradce, kde pracoval pod vedením Menharda von Phaundlera, kterého následoval do dalšího působiště v Mnichově. V roce 1906 obhájil svou habilitační práci a v roce 1911 ve věku 34 let se stal profesorem pediatrie na univerzitě v Heidelbergu.
Kromě popsání Morova reflexu učinil následující objevy a poznatky:
- Prokázal sterilitu normálního tenkého střeva.
- Učinil objev, že děti kojené mateřským mlékem mají silnější bakteriální aktivitu v krvi než děti krmené kojeneckou lahví
- Poprvé popsal syndrom dráždivého tračníku nebo opakující se bolesti břicha („Nabelkoliken“) u dětí.
- Izoloval bakterii lactobacillus acidophilus z žaludku dětí, která vzniká zkysnutím mléčných výrobků
- Vyvinul tzv. Moroův test (perkutánní tuberkulinová reakce)
- Vytvořil pojmy „první trimestr“ a „biologické jaro“.
- Vynalezl „Morovo mléko“, kojeneckou výživu složenou z plnotučného mléka s přídavkem 3 % mouky, 5 % másla a 5–7 % cukru. Informoval také o nutnosti následné sterilizace použitých lahví.[5]
- Přišel s mrkvovou polévkou profesora Mory, která výrazně snížila úmrtnost dění na průjmové onemocnění
- Psal o později slavné „jablečné dietě“ k léčbě průjmových symptomů

### Mrkvová polévka profesora Mory
Koncem 19. století a na začátku 20. století v Rakousku-Uhersku dosahovala úmrtnost kojenců v důsledku průjmových onemocnění až 25%. Moro, který byl v roce 1911 ředitelem dětské nemocnice Luisenheilanstalt v Heidelbergu, zjistil pomocí experimentu, že jednoduchá mrkvová polévka snižuje úmrtnost kojenců trpících průjmovým onemocněním téměř o 50%. Polévka sestávala pouze ze tří ingrediencí – mrkev, voda a sůl. Recept byl tak dostupný i pro chudé lidi.
Německá studie zveřejněná v roce 2002 uvádí, že kyselé oligosacharidy vznikající ve vodných výtažcích z mrkve (mrkvová polévka) mohou snižovat přilnavost bakteriálních činitelů ke sliznici stěny střev, a tím být účinnější léčbou akutních gastrointestinálních infekcí u dětí než rehydratační roztok s glukózou a elektrolyty. Také pokusy v roce 2009 ukázaly, že polévka profesora Moroa může léčit průjmové onemocnění způsobené bakteriemi, které jsou rezistentní vůči antibiotikům.

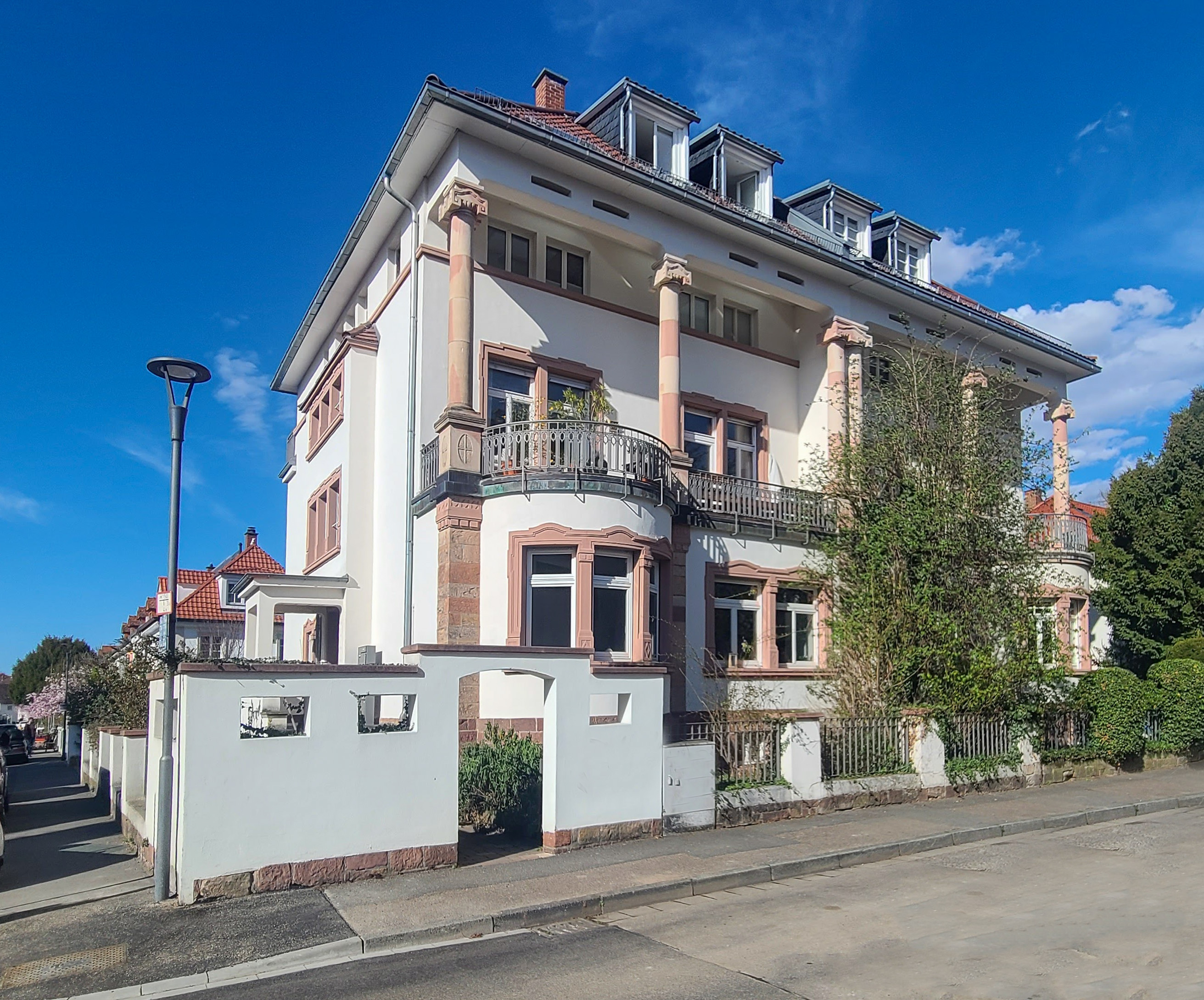
Dům a ordinace pediatra Ernsta Mora na Mozartstraße čp. 10

### Jablečná dieta
V roce 1929 Moro představil svou později proslulou „jablečnou dietu“ pro léčbu průjmových onemocnění. Jeho kolega August Heisler upozornil Moroa na účinek jablek jako starého lidového prostředku proti střevnímu kataru. Když byla celá Eugenien Hall nakažena enteritidou, všechny děti konzumovaly syrovou jablečnou kaši. Pozdější klinická studie potvrdila výsledky pozorované v Eugenien Hall. Podle Mora způsoboval obsah tříslovin v syrových strouhaných jablkách určité detoxikační procesy, které zmírňovaly příznaky dyspepsie, úplavice a onemocnění s způsobující podráždění.
Kvůli nástupu nacismu, Moro v roce 1935 odešel na zdravotní dovolenou a v roce 1936 ukončil přednáškovou činnost. Důvodem byl židovský původ jeho manželky Grete Königsvald. Moro provozoval soukromou pediatrickou praxi na Mozartstrasse čp. 10 (kde se nachází jeho pamětní deska). Po skončení 2. světové války byl opět vyzván, aby vyzval své dřívější funkce na univerzitě, což odmítl s poukazem na svůj pokročilý věk. Nadále se věnoval své pediatrické praxi až do roku 1948, kdy odešel na odpočinek.
Zemřel v roce 1951 ve věku 76 let po opakovaných mozkových příhodách. Je pohřben na hřbitově Handschuhsheim v Heidelbergu.

## Osobní život
Moro se oženil s Margaretou Hönigswald. Jejich syn Peter Moro (1911–1998) byl známý londýnský architekt.